# Coelops frithii
Coelops frithii é uma espécie de morcego da família Hipposideridae. Pode ser encontrada na Índia, Bangladesh, Mianmar, Tailândia, China, Laos, Vietnã, Taiwan, Malásia e Indonésia.